# Anosia telmissus
Anosia telmissus är en fjärilsart som beskrevs av Hans Fruhstorfer 1910. Anosia telmissus ingår i släktet Anosia och familjen praktfjärilar. Inga underarter finns listade i Catalogue of Life.